# Budisavci
Budisalc en albanais est un village du Kosovo situé dans la commune/municipalité de Klinë/Klina et dans le district de Pejë/Peć. Selon le recensement kosovar de 2011, elle compte 398 habitants.

## Histoire
La première mention de Budisalc/Budisavci remonte à un recensement turc effectué en 1455 ; à cette époque, le village comptait 32 foyers serbes et un foyer musulman. Le monastère de Budisavci, un métoque du patriarcat de Peć, a été construit dans la première moitié du XIVe siècle ; son église de la Transfiguration a sans doute été édifiée à l'instigation du roi serbe Stefan Milutin ; elle a été restaurée en 1568 par le patriarche Makarije dont elle abrite un portrait considéré comme l'une des réalisations les plus achevées de la peinture serbe du XVIe siècle,. Une icône du monastère, représentant la Transfiguration du Christ se trouve aujourd'hui au musée national de Belgrade. L'église est inscrite sur la liste des monuments culturels d'importance exceptionnelle de la république de Serbie et sur celle des monuments culturels du Kosovo.

## Démographie

### Évolution historique de la population dans la localité
| 1948 | 1953 | 1961 | 1971 | 1981  | 1991  | 2011 |
| ---- | ---- | ---- | ---- | ----- | ----- | ---- |
| 521  | 590  | 718  | 933  | 1 139 | 1 388 | 398  |

|  |

### Répartition de la population par nationalités (2011)
En 2011, les Albanais représentaient 84,92 % de la population et les Égyptiens 8,54 %.